# Thinking About You
Thinking About You è il primo singolo della cantante e pianista Norah Jones ad essere estratto dal suo terzo album Not Too Late.

## Tracce
1. Thinking About You
2. 2 Men

## Classifiche
| Classifica(2007)                       | Massima posizione |
| -------------------------------------- | ----------------- |
| Austrian Singles Chart                 | 61                |
| Dutch Singles Chart                    | 11                |
| European Singles Chart                 | 40                |
| German Singles Chart                   | 70                |
| Italian Singles Chart                  | 5                 |
| Spanish Singles Chart                  | 9                 |
| Swiss Singles Chart                    | 51                |
| U.S. Radio & Records Smooth Jazz Chart | 7                 |
| U.S. Billboard Hot 100                 | 82                |
| U.S. Billboard Pop 100                 | 83                |